# Рустаміди
Рустамідський імамат (778 —909 роки) — держава в Північній Африці зі столицею в Тахерті, яка утворилася внаслідок розпаду Аббасидського халіфату. Отримала назву за правлячою династією Рустамідів (араб. رستميون). Тривалий час боролася з сусідніми племенами берберів. Була підкорена в 909 році Фатимідським халіфатом.

## Історія
Протягом 750-х років північноафриканські області Аббасидського халіфату охопила низка хариджитських повстань, які підтримували берберські племена. Одні з релігійних міркувань, інші — домагаючись зрівняння прав з арабськими племенами. Водночас з 719 року в Триполітанії діяли ібадити на чолі з Салмою ібн Саадом. На його бік перейшло берберське плем'я хуваза в горах неподалік від Триполі, та зената у Західній Триполітанії.
757 року ібадити почали повстання в Триполітанії, яке було придушено в 761 році, а ібадитський імам Абул-Хаттаб Абдул-А'ла ібн ас-Сам загинув. Втім невдовзі зголосився новий імам — Абу'л-Хатім аль-Малзузі, який 768 року почав нове повстання проти халіфату. Він загинув 772 року.
777 року новий імам Абд ар-Рахман ібн Рустам вирішив перенести діяльність на захід (в область колишньої Цезарейської Мавретанії). Основу його підтримки становили арабські племена, що належали до секти ібадитів, а також бербери-зената. Своєю базою ібн Рустам обрам місто Тахерт. Йому довелося боротися проти Тлемсенського емірату племені Бану-Іфран та аббасидських валі (намісників).
Після смерті ібн Рустама владу успадкував його син Абд аль-Ваххаб, що затвердив спадкове право на титул імама в своїй родині. Він успішно діяв з розширенням імамату. 790 року підкорив Тлемсен, розширив територію, захопивши північ сучасного Алжиру, північний захід Триполітанії, південь Тунісу. Втім здолати державу Аглабідів не вдалося.
Вже за онука Абд аль-Ваххаба — Абу-Бакра почалося внутрішнє ослаблення держави внаслідок конфлікту з низкою берберських племен. Спочатку повстало плем'я нафуза. Водночас почалося протистояння з державою Ідрісидів. Наприкінці 870-х років імам Мухаммед зазнав поразки від берберського племені хавара й змушений був залишити столицю. Повернувся сюди лише 881 року за допомогу берберів-лувата. З цього часу вплив берберських племен невпинно зростає, а влада імамів послаблюється.
У 897 році почалося протистояння за владу вже всередині правлячої династії. Боротьба тривала до 901 року, що остаточно призвело до занепаду військової потуги. Разом з цими подіями почалося протистояння між потужними берберськими племенами нафуза і зуара. У 909 році цим розгардіяшем скористався Фатимідський халіфат, війська якого знищили рустамідів, а їх землі приєднали до своєї держави. Решта ібадидів втекло до Уаргли і Мзабу.

## Устрій

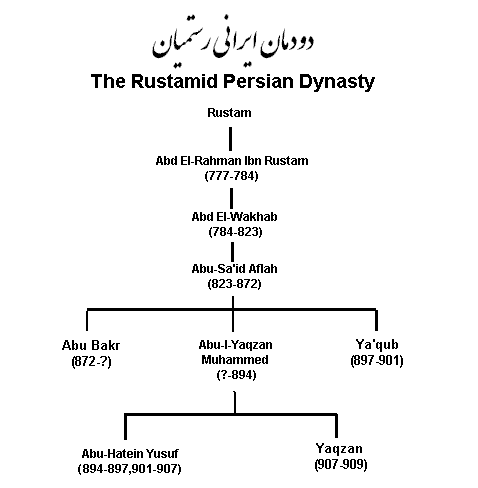
Рустаміди

Держава являла собою теократичну монархію, де уся політична, військова та релігійна влада належала імаму. Найвищі посади обіймали представники правлячої династії.

### Імами
- Абд ар-Рахман ібн Рустам (778—787)
- Абд аль-Ваххаб ібн Абд ар-Рахман (787—823)
- Афлах ібн Абд аль-Ваххаб (823—872)
- Абу Бакр ібн Афлах (872—874)
- Мухаммад Абу'л-Якзан ібн Афлах (874—894)
- Юсуф Абу Хатім ібн Абу'л-Якзан (894—897), вперше
- Якуб ібн Афлах (897—901)
- Юсуф Абу Хатім ібн Абу'л-Якзан (901—906), вдруге
- Якзан ібн Абу'л-Якзан (906—909)

## Економіка
Основу становило скотарство, ремісництво й торгівля, частково землеробство. Було встановлено контроль над торгівельними шляхами Магрибу та до Суданського регіону. Купці доходили до держав Гана і Гао. Важливим економічним центром стала столиця імамату Тахерту, що став відомий як «Ірак Магрибу» або «Мала Басра».

## Культура
Рустаміди утворили доволі терпиме до різних релігій суспільство. Тут існували поселення християн, юдеїв, сунітів, шиїтів, різних сект хариджитів. Разом з тим за час існування цієї держави пришвидшилася ісламізація берберських племен.
Імами були прихильниками вчених та літераторів. Будували численні медресе. Самі представники династії були доволі освіченими людьми. Імам Абд аль-Вахаб написав «Масаїл Нафусах» (про ісламську юриспруденцію), інший володар Афлах ібн Абд аль-Ваххаб мав праці з арабської літератури, математики та астрономії, Абу аль-Якзан написав близько 40 творів.
Було створено великі бібліотеки в Тахерті (аль-Ма'шума) та Джабалі Нафусі (Хізана Нафуса).